# Carex stiphrogyne
Carex stiphrogyne är en halvgräsart som beskrevs av Alexander Gilli. Carex stiphrogyne ingår i släktet starrar, och familjen halvgräs.
Artens utbredningsområde är Papua Nya Guinea. Inga underarter finns listade i Catalogue of Life.